# ROS (операционная система)
ROS (Robot Operating System) — Операционная система для роботов — это экосистема для программирования роботов, предоставляющая функциональность для распределённой работы. ROS был первоначально разработан в 2007 году под названием switchyard в Лаборатории Искусственного Интеллекта Стэнфордского Университета для проекта (STAIR Архивная копия от 21 января 2013 на Wayback Machine).
В 2008 году развитие продолжается в Willow Garage, научно-исследовательском институте/инкубаторе робототехники, совместно с более чем двадцатью сотрудничающими институтами.

## Особенности
ROS обеспечивает стандартные службы операционной системы, такие как: аппаратную абстракцию, низкоуровневый контроль устройств, реализацию часто используемых функций, передачу сообщений между процессами, и управление пакетами.
ROS основан на архитектуре графов, где обработка данных происходит в узлах, которые могут получать и передавать сообщения между собой. Библиотека ориентирована на Unix-подобные системы (Ubuntu Linux включен в список «поддерживаемых», в то время как другие варианты, такие как Fedora и Mac OS X, считаются «экспериментальными»).
ROS имеет две основные «стороны»: стороны операционной системы ros, как описано выше и ros-pkg, набор поддерживаемых пользователями пакетов (организованных в наборы, которые называются стек), которые реализуют различные функции робототехники: SLAM, планирование, восприятие, моделирование и др.
ROS выпускается в соответствии с условиями BSD-лицензии и с открытым исходным кодом. ROS бесплатен для использования, как в исследовательских, так и в коммерческих целях. Пакеты из ros-pkg распространяются на условиях различных открытых лицензий.

## Поддерживаемые роботы
- PR2 Архивная копия от 20 июня 2010 на Wayback Machine
- TurtleBot Архивная копия от 14 ноября 2011 на Wayback Machine
- PR1 Архивная копия от 7 ноября 2011 на Wayback Machine
- HERB Архивная копия от 29 июля 2011 на Wayback Machine
- STAIR I и II Архивная копия от 8 ноября 2011 на Wayback Machine
- Nao Архивная копия от 18 октября 2011 на Wayback Machine: Nao
- Husky A200 Архивная копия от 5 ноября 2011 на Wayback Machine
- iRobot Create
- Lego Mindstorms NXT
- Z-Robotics MultiBOTv2
- Hwashi (экспериментально)

## Версии
| Noetic Ninjemys (последний ROS 1 выпуск)                                                 | 23 мая, 2020     |  | Май 2025   |
| Melodic Morenia                                                                          | Май, 2018        |  | Май, 2023  |
| Lunar Loggerhead                                                                         | 23 мая, 2017     |  | Май, 2019  |
| Kinetic Kame                                                                             | 23 мая, 2016     |  | 2021-05-30 |
| Jade                                                                                     | 23 мая, 2015     |  | 2017-05-30 |
| Indigo                                                                                   | 22 июля, 2014    |  | 2019-04-30 |
| Hydro                                                                                    | 4 сентября, 2013 |  | 2014-05-31 |
| Groovy Galapagos                                                                         | 31 декабря, 2012 |  | 2014-07-31 |
| Fuerte Turtle                                                                            | 23 апреля, 2012  |  | --         |
| Electric Emys                                                                            | 30 августа, 2011 |  | --         |
| Diamondback                                                                              | 2 марта, 2011    |  | --         |
| C Turtle                                                                                 | 2 августа, 2010  |  | --         |
| Box Turtle                                                                               | 2 марта, 2010    |  | --         |
| Старая версия, не поддерживаетсяСтарая поддерживаемая версияТекущая версияБудущая версия |                  |  |            |